# Viertelspann
Das Viertelspann war ein schwedisches Volumen- und Getreidemaß. Das Viertel konnte gehäuft und gestrichen werden.
- 1 Viertelspann (gehäuft) = 1038 3/4 Pariser Kubikzoll = 20,6 Liter
- 1 Viertelspann (gestrichen) = 923 ¼ Pariser Kubikzoll = 18,3 Liter

Die Maßkette war
- 1 Tonne = 2 Spann = 4 Halbspann = 8 Viertelspann = 32 Kappar = 56 Kannen = 112 Stoop = 448 Quartier = 1792 Ort = 7386 Pariser Kubikzoll = 146 3/8 Liter[1]